# An Elixir for Existence
«An Elixir for Existence» — другий студійний альбом норвезького готик-метал-гурту Sirenia. Реліз відбувся 3 серпня 2004 року.

## Список композицій
| #     | Назва                            | Автор слів    | Автор музики | Тривалість |
| ----- | -------------------------------- | ------------- | ------------ | ---------- |
| 1.    | «Lithium and a Lover»            | Мортен Веланд | Veland       | 6:33       |
| 2.    | «Voices Within»                  | Veland        | Veland       | 6:52       |
| 3.    | «A Mental Symphony»              | Veland        | Veland       | 5:25       |
| 4.    | «Euphoria»                       | Veland        | Veland       | 6:35       |
| 5.    | «In My Darkest Hours»            | Veland        | Veland       | 6:04       |
| 6.    | «Save Me from Myself»            | Veland        | Veland       | 4:14       |
| 7.    | «The Fall Within»                | Veland        | Veland       | 6:48       |
| 8.    | «Star-Crossed»                   | Veland        | Veland       | 6:28       |
| 9.    | «Seven Sirens and a Silver Tear» | Instrumental  | Veland       | 4:45       |
| 53:44 |                                  |               |              |            |

## Учасники запису
- Мортен Веланд — гітари, ґроулінг (всі треки, окрім #6, #9), бас-гітара, клавіші, ударні, програмування
- Генрієтте Бордвік — жіночий вокал (всі треки, окрім #9)
- Крістіан Ґундерсен — чистий чоловічий вокал (в треках #3, #4, #7)
- Анне Вердот — скрипка (в треках #2, #3, #4, #6)
- Деміан Шуріен, Матью Ландрі, Еммануель Зольдан, Сандрін Гуттебель, Емілі Лесброс — хор (всі треки, окрім #6)